# RAF Third Tactical Air Force
La RAF Third Tactical Air Force (français : troisième force aérienne tactique de la RAF), formée en Asie du Sud en décembre 1943, était l'une des trois forces aériennes tactiques formées par la Royal Air Force pendant la Seconde Guerre mondiale. Il était composé d'escadrons et de personnel de la RAF, de l'armée de l'air indienne (IAF) et des forces aériennes d'autres pays du Commonwealth. Le troisième TAF a été formé peu de temps après la création du South East Asia Command pour fournir un appui aérien rapproché à la quatorzième armée.
Il a été formé pour la première fois le 19 décembre 1943, appelé Force aérienne tactique (Birmanie) et rebaptisé Troisième TAF le 28 décembre 1943. Avec des parties de la dixième force aérienne de l'USAAF, elle était subordonnée au Joint Allied Eastern Air Command qui a également été formé en décembre 1943.
Au fur et à mesure de la formation de l'armée de l'air, on sentit que les forces britanniques pourraient enfin passer à l'offensive contre les Japonais dans la campagne de Birmanie. Un début fut mis en œuvre pour établir une offensive générale à Arakan au début de 1943, mais cela fut prévenu par une offensive japonaise. Les Japonais ont été battus de manière décisive, ceux-ci déplaçant leur attaque vers le centre de la Birmanie. La troisième TAF rendit un service remarquable à la quatorzième armée pendant la bataille de Kohima et la bataille d'Imphal, mitraillant et bombardant les troupes japonaises assiégeantes, souvent à un niveau très bas.
Après la défaite des Japonais par le IVe corps et le XXXIIIe corps en Assam, la mousson est intervenue avant que de nombreuses contre-attaques ne puissent avoir lieu. Après la période forcée d'opérations réduites, la troisième TAF a soutenu l'avance de la 14e armée contre les forces japonaises. Cependant, la disposition des commandes change à la fin de 1944, raccourcissant la durée de vie du troisième TAF. Celui-ci fut rebaptisé QG RAF Bengale et Birmanie le 4 décembre 1944.
Le troisième TAF avait deux commandants, le maréchal de l'air John Baldwin jusqu'au 15 août 1944, puis le maréchal de l'air Sir Alec Coryton (en).

Insigne de la RAF Third Tactical Air Force
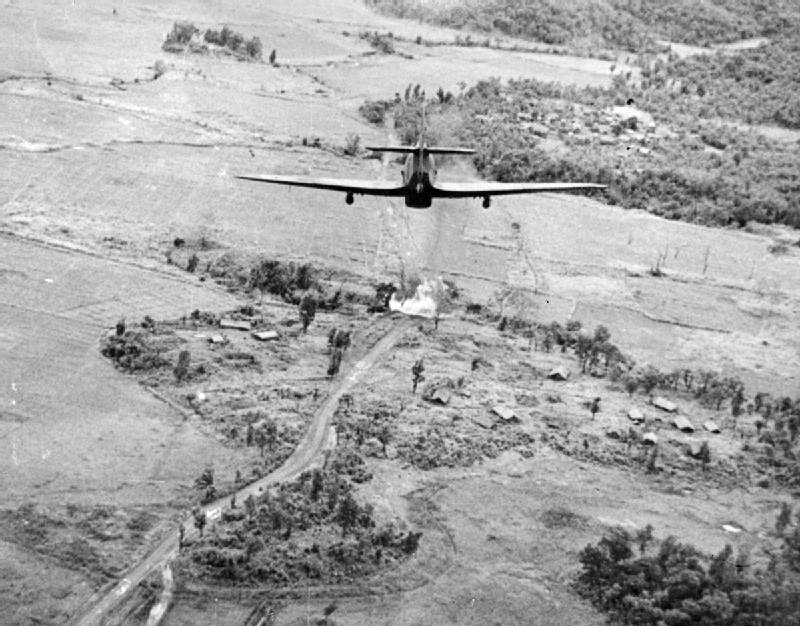
Un Hawker Hurricane Mark Mk.IIC du 42e escadron de la RAF basé à Kangla (Birmanie), plongeant pour attaquer un pont près d'une petite colonie birmane sur la route de Tiddim (mai 1944)
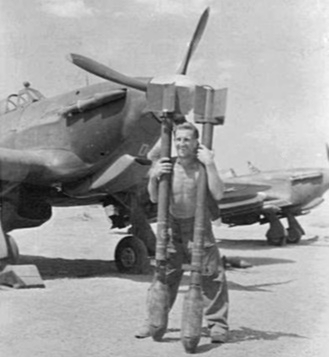
Sergent Albert (Tinny) Martin du 20e escadron de la Royal New Zealand Air Force à Monywa (Birmanie centrale) le 17/18 mars 1945